# ProChrist

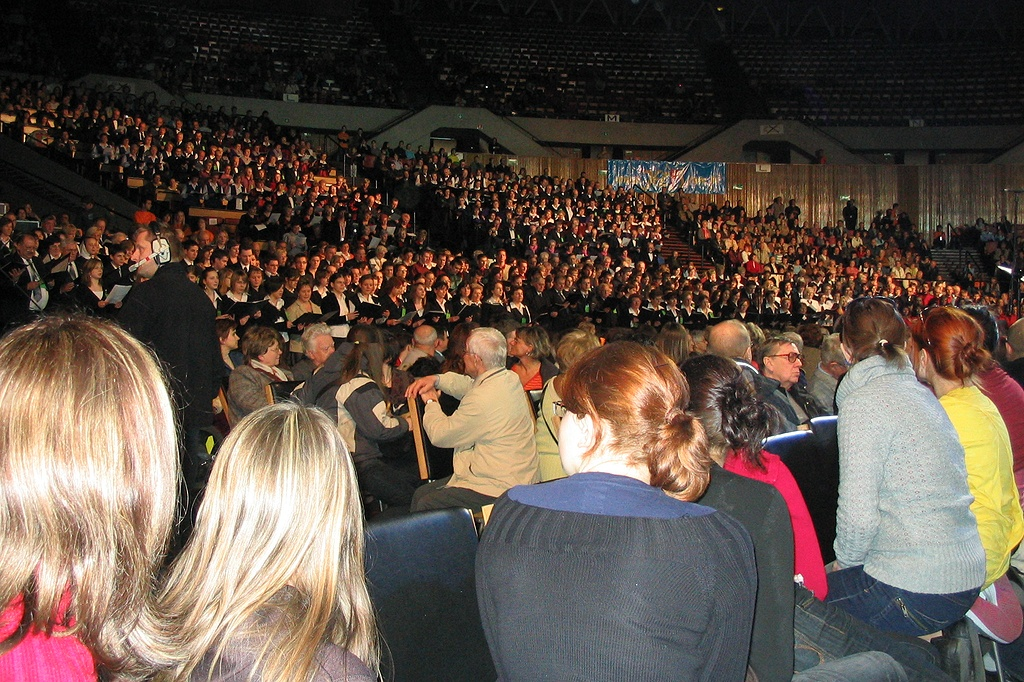
ProChrist 2008 w Katowicach

ProChrist – międzywyznaniowy ruch ewangelizacyjny zainicjowany w 1993 r. przez baptystycznego ewangelistę Billy’ego Grahama.
Z inicjatywy Stowarzyszenia Ewangelizacyjnego Billy’ego Grahama w 1993 r. zorganizowano kampanię ewangelizacyjną dla Europy, której nadano nazwę ProChrist. Na miejsce kilkudniowego spotkania wybrano Niemcy, a ewangelizacje odbywały się na stadionie w Essen i były transmitowane do 1400 miejsc przekazu w 55 krajach. Mówcą był Billy Graham, a w akcję zaangażowały się Kościoły chrześcijańskie różnych wyznań. Również w Polsce z inicjatywy Kościoła Ewangelicko-Augsburskiego zorganizowano 11 punktów odbioru transmisji, gdzie były one tłumaczone. 
Spotkania ProChrist odbywają się co kilka lat z różnych miast w Niemczech, skąd są bezpośrednio transmitowane do wielu miejsc odbioru w całej Europie. Odbyły się one w następujących miejscach:
- 1993 – Essen (Niemcy)
- 1995 – Lipsk (Niemcy)
- 1997 – Norymberga (Niemcy)
- 2000 – Brema (Niemcy)
- 2003 – Essen (Niemcy)
- 2006 – Monachium (Niemcy)
- 2009 – Chemnitz (Niemcy)
- 2013 – Stuttgart (Niemcy)

Spotkanie w marcu 2006 roku w Monachium, które odbywało się w tamtejszej hali olimpijskiej, transmitowano do 20 krajów Europy i oglądało je ok. 1,5 mln ludzi. W 2009 r. spotkanie ProChrist odbyło się w Chemnitz, natomiast w 2013 roku odbędzie się w Stuttgarcie w Porsche-Arena.
Od 2008 r. organizowane są również mniejsze spotkania o zasięgu regionalnym (ProChrist Speciale). W kwietniu 2008 r. spotkanie takie pod hasłem "Zwątpienie – Zdziwienie" odbyło się w Katowicach w Polsce. Z hali katowickiego Spodka było ono transmitowane do ponad 100 miejsc odbioru w kraju i za granicą, a w wieczorach ewangelizacyjnych wzięło udział łącznie ok. 80 tysięcy osób.